# Coryphella stimpsoni
Coryphella stimpsoni är en snäckart som beskrevs av Addison Emery Verrill 1880. Coryphella stimpsoni ingår i släktet Coryphella och familjen Flabellinidae. Inga underarter finns listade i Catalogue of Life.